# Верхне-Днепровская группа говоров

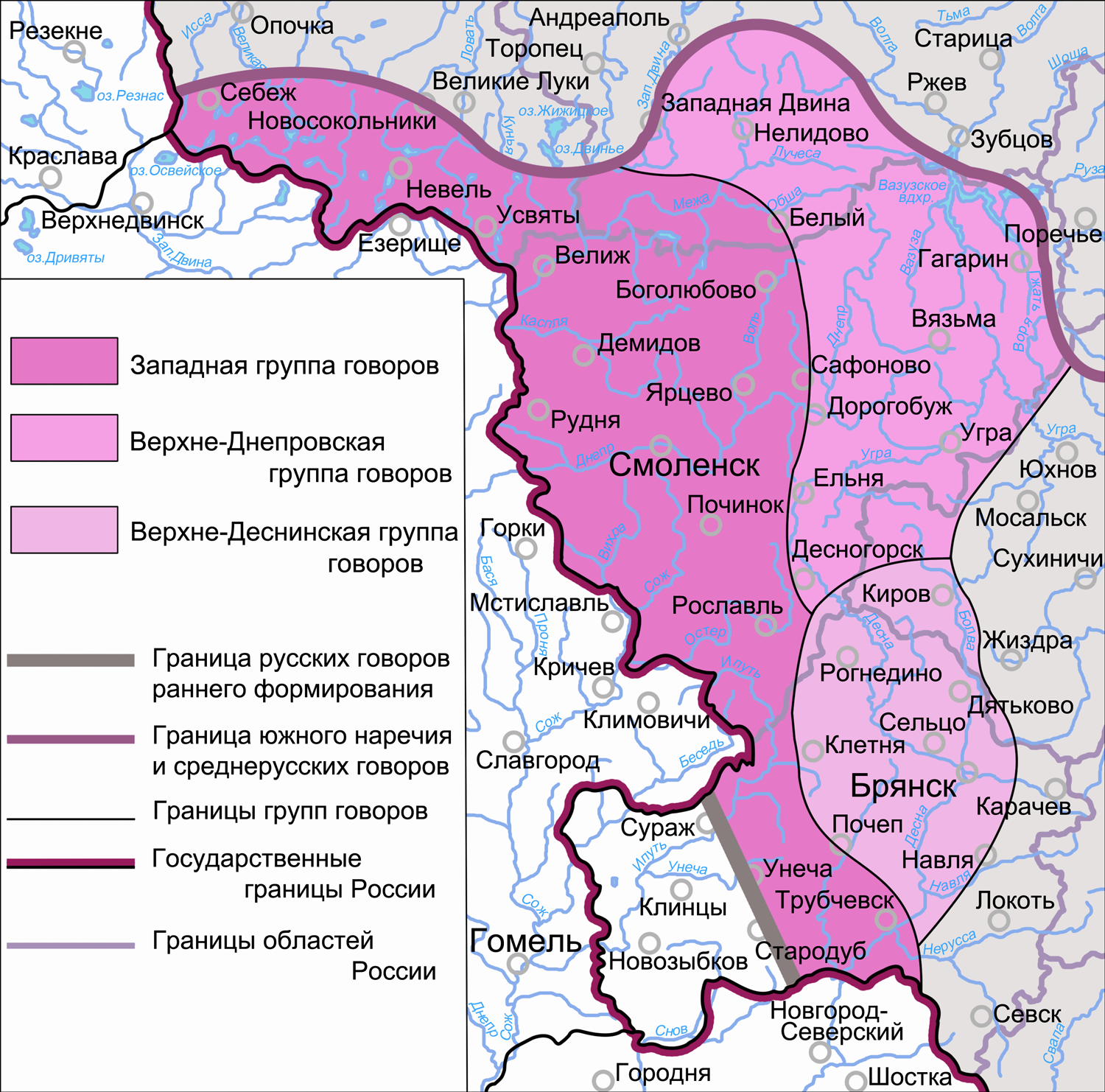
Верхне-Днепровская группа говоров на карте западных южнорусских говоров

Ве́рхне-Днепро́вская гру́ппа го́воров — южнорусские говоры, распространённые на территории восточной части Смоленской области и юго-западной части Тверской области.
Вместе с говорами Западной и Верхне-Деснинской групп верхне-днепровские говоры являются частью общности западных южнорусских говоров. Данные говоры размещаются в западных частях ареалов южнорусского наречия и южной диалектной зоны, в южной части ареала западной диалектной зоны и центральной части ареала юго-западной диалектной зоны. В характеристику западных южнорусских говоров соответственно включаются все диалектные черты южного наречия, южной и западной диалектных зон, а также большинство черт юго-западной диалектной зоны. Верхне-Днепровская группа в числе остальных западных южнорусских говоров противопоставляется Рязанской группе, в которой западные и юго-западные черты неизвестны, но распространены черты юго-восточной диалектной зоны. В то же время говоры Верхне-Днепровской группы сближаются с говорами Курско-Орловской группы южнорусского наречия и Псковской группы среднерусских говоров, для которых черты западной и юго-западной диалектных зон характерны.

## Вопросы классификации
| Классификация: - Русский язык - Южнорусское наречие - Западные южнорусские говоры |

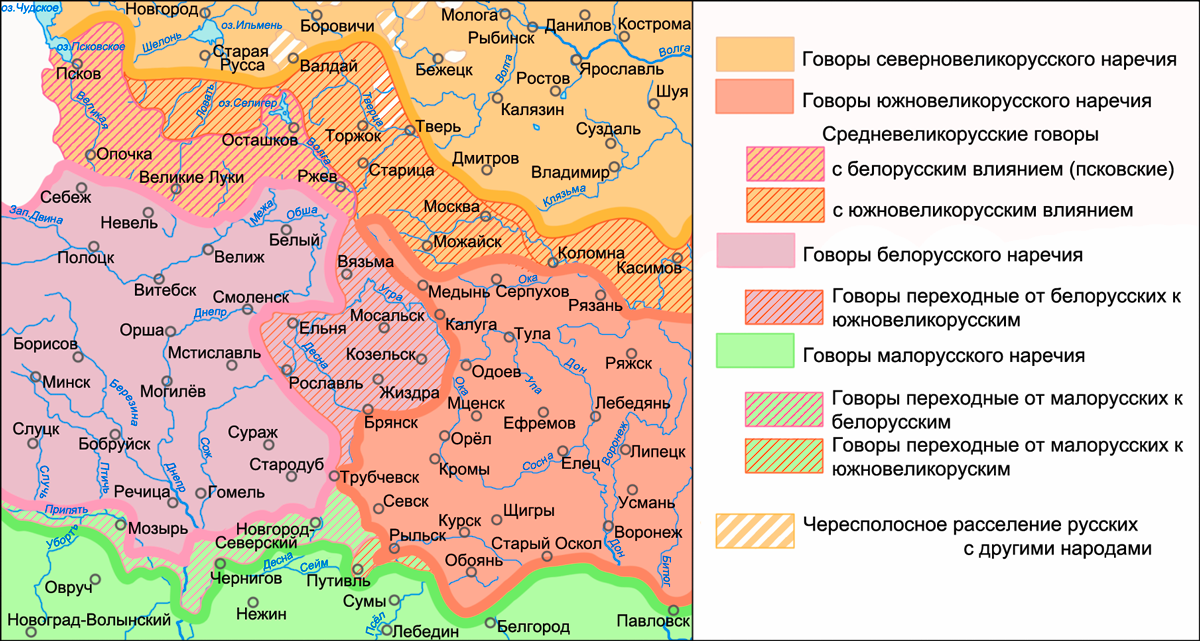

Северо-западная часть территории современных верхне-днепровских говоров на диалектологической карте русского языка 1914 (или 1915 года) входила в северо-восточную группу белорусских говоров, а юго-восточная часть территории относилась к переходным говорам от белорусских к южновеликорусским. На карте, опубликованной в издании «Народы Европейской части СССР» 1964 года, где на взятой за основу карте 1914 года отделена территория русского языка по границе РСФСР с Белорусской и Украинской ССР, верхне-днепровские говоры были разделены между западной группой южнорусского наречия (западная часть говоров) и «говорами на стыке западной, южной и тульской групп» (восточная часть современных верхне-днепровских говоров). На карте диалектного членения русского языка, составленной в 1964 (и опубликованной в 1965 году) была выделена самостоятельная Верхне-Днепровская группа в составе южного наречия русского языка.
От других южнорусских групп говоров западной локализации Верхне-Днепровская группа отличается отсутствием некоторых языковых черт, входящих в языковой комплекс II пучка (наиболее западного) юго-западной диалектной зоны, и наличием ряда черт юго-восточной диалектной зоны, окраинные части ареалов которых находятся в крайне западной части зоны. Отсутствие на всей территории Верхне-Днепровской группы большинства языковых черт юго-восточной диалектной зоны обособляет верхне-днепровские в числе говоров западной локализации от остальных групп говоров южного наречия. В то же время наличие языковых черт юго-западной диалектной зоны (прежде всего I пучка) объединяет верхне-днепровские говоры с межзональными говорами А и курско-орловскими говорами, расположенными к востоку от группы, в пределах южнорусского наречия, а также с говорами Псковской группы, расположенными к северо-западу от группы, в пределах среднерусских говоров.
Для верхне-днепровских говоров характерны общие диалектные черты с близкими им говорами Западной и Верхне-Деснинской групп южнорусского наречия. Ряд диалектных черт верхне-днепровские говоры разделяют с соседними с ними межзональными говорами А, представляющими собой переходные говоры к центральному южнорусскому диалектному ареалу (к говорам Курско-Орловской группы), а также с самими курско-орловскими говорами. На территории Верхне-Днепровской группы распространены также некоторые черты, известные к северу от группы, в селигеро-торжковских говорах, включая такую черту севернорусского наречия, как произношение с в соответствии ст на конце слова.

## Область распространения
Верхне-Днепровская группа говоров размещается в юго-западной части ареала распространения русских диалектов раннего формирования на территории восточной части Смоленской и юго-западной части Тверской области, а также в северо-западных районах Калужской области, сопредельных с юго-восточными районами Смоленской области.
С северо-запада говоры Верхне-Днепровской группы граничат с говорами Псковской группы, с севера и северо-востока — с селигеро-торжковскими говорами, с востока — с говорами отдела А восточных среднерусских говоров, с юго-востока — с переходными межзональными говорами А южного наречия, с юга — с говорами Верхне-Деснинской группы, с запада — с говорами Западной группы.

## Особенности говоров
Языковой комплекс, характерный для Верхне-Днепровской группы, включает все диалектные явления южного наречия:
К ним относятся такие черты, как аканье; фрикативное образование звонкой задненёбной фонемы /ү/ и её чередование с /х/ в конце слова и слога; наличие /j/ в интервокальном положении, отсутствие случаев выпадения /j/ и стяжения в возникающих при этом сочетаниях гласных; распространение сочетания бм; наличие у существительных женского рода с окончанием -а и твёрдой основой в форме родительного пад. ед. числа окончания -е; различение форм существительных и прилагательных во мн. числе для дательного и творительного пад.; распространение слов зе́лени, зеленя́, зе́ль (всходы ржи); паха́ть; лю́лька (подвешиваемая к потолку колыбель); коре́ц, ко́рчик (в значении ковш); дежа́, де́жка (посуда для приготовления теста); гре́бовать (в значении брезговать); слова с корнем чап (цап) для обозначения приспособления для вынимания сковороды из печи; пого́да (в значении — хорошая погода) и др.
Помимо южнорусских диалектных черт, в языковой комплекс группы входят черты южной и западной диалектных зон, а также черты ареалов I и II пучков изоглосс юго-западной диалектной зоны, общие черты с другими западными южнорусскими говорами, а также присущие именно для данной группы говоров местные диалектные черты:

### Местные диалектные черты
1. Диссимилятивно-умеренное яканье[28][29][30], сочетающее принцип диссимилятивности с принципом умеренного яканья[31] (перед твёрдым согласным — диссимилятивное яканье, перед мягким — произношение [и])[32]. Особенностью вокализма говоров Верхне-Днепровской группы является произношение [а] перед группами согласных, из которых конечный согласный мягок: к с’[а]стрê, п’[а]кли́ и т. п.
2. Севернорусское явление, изоглосса которого наиболее удалена на юг, охватывая территорию Верхне-Днепровской группы, самой северной по географическому расположению в южнорусском наречии — произношение с в соответствии сочетанию ст на конце слова: мос (мост), хвос (хвост) и т. п.
3. Распространение форм существительных женского рода с окончанием -а как с твёрдой, так и с мягкой основой в творительном пад. ед. числа с безударным окончанием -уй: ба́б[уй], дере́вн’[у]й и т. п.
4. Склонение слова мышь, относящегося в литературном языке к женскому роду, по типу существительных мужского рода: мыш, мыша́, мышу́ и т. д. Данное явление, известное также в соседних селигеро-торжковских говорах и в межзональных говорах Б, распространено только в восточной части группы.
5. Наличие форм дательного — предложного падежей существительных женского рода с окончанием -а и основой на твёрдый согласный и предложного пад. существительных мужского рода, оканчивающихся на твёрдый согласный, с безударным окончанием -а: к ма́м’[а], в колхо́з’[а] и т. п. Подобные формы распространены также в говорах Курско-Орловской группы, в елецких и оскольских говорах.
6. Произношение с гласным [о] слов л’[о́]жа, од’[о́]жа, д’[о́]шево, леп’[о́]шка как и в литературном языке, отличающее в пределах западных южнорусских говоров верхне-днепровские от говоров Западной и Верхне-Деснинской групп, в которых отмечается произношение данных слов с гласным [е] (л[е́]жа, од[е́]жа, д[е́]шево, леп[е́]шка), характерное для ареала II пучка изоглосс юго-западной диалектной зоны.
7. Распространение глагольной формы быть в настоящем времени — есть, в отличие от глагольных форм, характерных для юго-западной диалектной зоны — йос’, йос’т’, отмечаемых в других западных южнорусских говорах.
8. Употребление местоимения что в вопросительных предложениях, как и в литературном языке, в отличие от употребления местоимения кто вместо что в предложениях типа «Кого ты накопал?» (явление ареала II пучка изоглосс юго-западной диалектной зоны), распространённого в остальных западных южнорусских говорах.
9. Распространение следующих слов: стрига́н и ле́тошник — «жеребенок на втором году»; куру́ха, куру́шка и куры́шка — «наседка»; мя́вкать — «мяукать» (о кошке) и т. д.[13]

### Языковые черты западных южнорусских говоров
Диалектные черты, распространённые на территориях Западной, Верхне-Днепровской и Верхне-Деснинской групп:
1. Диссимилятивное аканье жиздринского (белорусского) типа[15][16][33]. Совпадение гласных /о/ и /а/ в первом предударном слоге после парных твёрдых согласных в гласном [а] перед ударными [и], [у], [о], [е] и в гласном [ъ] перед ударным [а]: в[а]ды́, в[а]ди́чка, под в[а]до́й, по в[а]де́, но в[ъ]дá[34].
2. Распространение форм деепричастия прошедшего времени с суффиксом -мши и гласным [о] под ударением: покур’[о́]мши[35]. Данные формы известны также в межзональных говорах А и частично в говорах Курско-Орловской группы.
3. Распространение слова бура́к — «свекла».

Диалектные черты, распространённые на территориях Верхне-Днепровской и Западной групп:

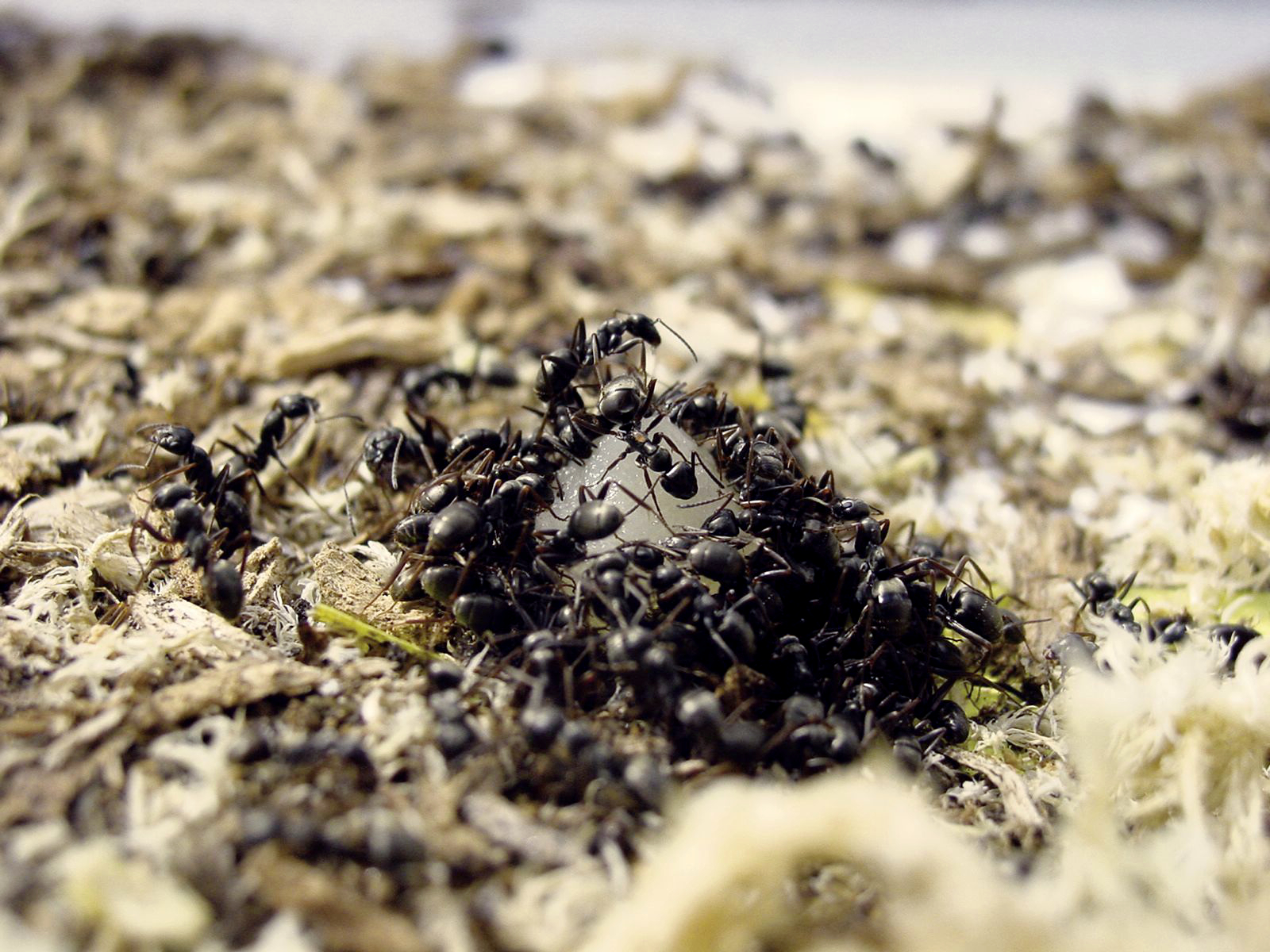
Мура́шки — название муравьёв, распространённое в говорах Верхне-Днепровской и Западной групп.

1. Возможность лабиализации гласных /о/ и /а/ во втором предударном слоге: пр[у]вали́лс’а, б[у]лтуно́в, п[у]боле́л и т. п.
2. Возможность произношения гласных [у] или [ъ], [а] в соответствии фонеме /и/ в словах ш[у]ро́кий, ж[у]во́т; б[ъ]ла́ (была), ж[ъ]во́т; б[а]ла́, ж[а]во́т и т. п.
3. Случаи редукции гласного /у/ и совпадение его с [ъ] в заударных слогах: о́к[ъ]н’ (окунь), го́л[ъ]б’ (голубь), за́м[ъ]ж (замуж) и т. п. Данная черта является также характерной особенностью Псковской группы говоров.
4. Словоформа свекро́ва в именительном пад. ед. числа, отмечаемая также в юго-западной части селигеро-торжковских говоров.
5. Распространение слов — названий ягод, образованных с суффиксом -иц-: земляни́ца, брусни́ца и др.
6. Распространение личных форм глагола мочь, образованных от основы с задненёбным согласным: мо[г]у́, мо[г]е́ш, мо[г’]о́ш, мо[г]у́т; или мо[г]у́, мо[г]е́ш, мо[г’]о́ш, мо́[г]ут; или мо[г]у́, мо́[г]еш, мо́[г]ут.
7. Распространение конструкции пойти́ в я́годы — с объектно-целевым значением. Такая конструкция также встречается в говорах Псковской группы.
8. Распространение слова мура́шки — «муравьи».

Диалектные черты, распространённые на территориях Верхне-Днепровской группы и северной части Западной группы:
1. Окончания -ей, -йей, -уй, реже -йуй в творительном пад. ед. числа существительных женского рода, оканчивающихся в основе на мягкий согласный: гр’а́з[ей], гр’а́з’[йей], гр’а́з’[уй], гр’а́з’[йуй]. Окончания -ей, -уй в данных формах существительных известны также в южных говорах Псковской группы.
2. Образование форм дательного и предложного пад. мн. числа с окончаниями -ом, -ох от существительных мужского и женского рода, оканчивающихся на мягкий согласный, и некоторых существительных pluralia tantum (лошадь, гость, путь, лапоть, грудь, сани, сени, люди и некоторые другие): лошад’о́м, лошад’о́х; сан’о́м, сан’о́х и т. п.
3. Распространение слова напа́лок, напо́лок — «палица сохи».

Диалектные черты, распространённые на территориях Верхне-Днепровской и Верхне-Деснинской групп:
1. Наличие гласного [а] в первом предударном слоге в случаях типа [а]ржи́, [а]л’ну́ и т. п.
2. Отсутствие начального гласного в слове огурцы: гурцы́.
3. Формы сравнительной степени прилагательных, образованных с суффиксом -êйше: добрêйше (добрее), веселêйше (веселее) и т. п. В отличие от говоров Верхне-Деснинской группы данные формы распространены на территории верхне-днепровских говоров непоследовательно[13].

### Языковые черты западной диалектной зоны
Территория Верхне-Деснинской группы говоров входит в южную часть ареала западной диалектной зоны и разделяет её диалектные черты, включая:
1. Наличие /j/ в основе в формах указательных местоимений: [та́йа] (та) — [ту́йу] (ту), [то́йе] (то), [ты́йи] (те)[37].
2. Образование существительных с суффиксом -ак: сêд[а́к] (седок), ход[а́к] (ходок) и т. п.[5]
3. Употребление личных местоимений 3-го лица с начальным j: [йон], [йона́], [йоно́], [йоны́], распространённое непоследовательно на территории группы[5].
4. Ударение на первом слоге у прилагательных седьмой ([с’о́]мой) и шестой ([шо́]стой).
5. Распространение конструкции с предлогом с или з в случаях типа прие́хал з го́рода, вы́лез с я́мы в соответствии с предлогом из[5] и другие диалектные черты[38].

### Языковые черты южной диалектной зоны

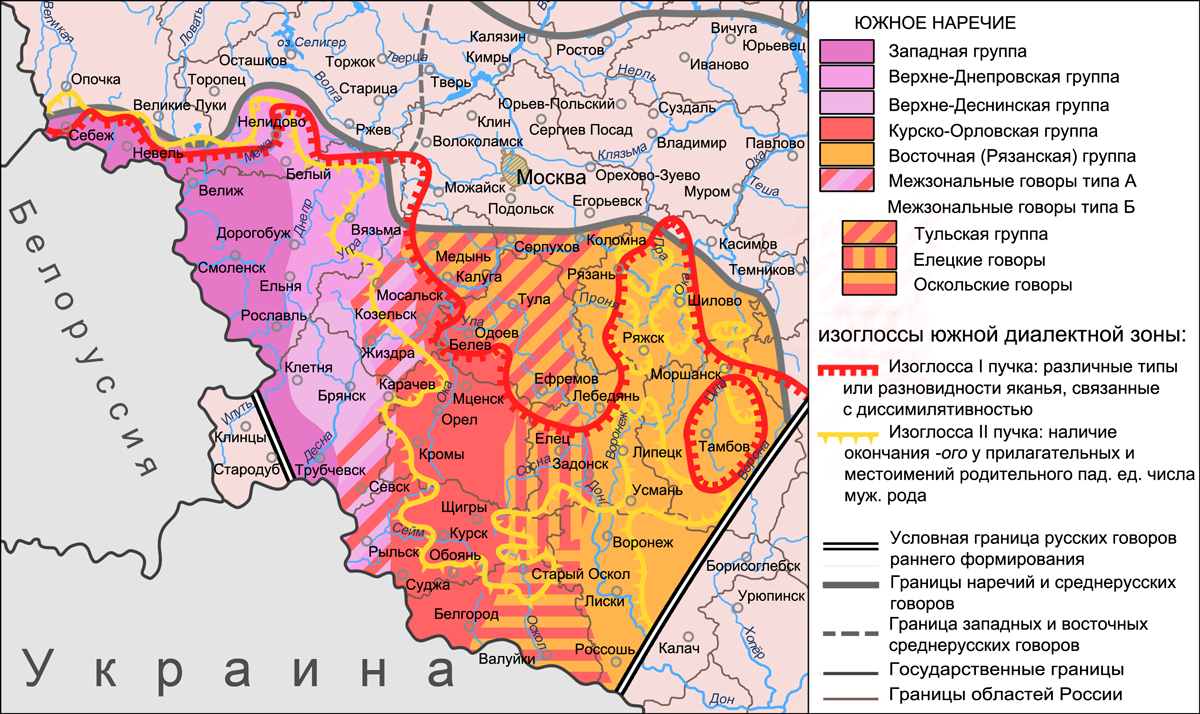
Верхне-Днепровская группа говоров в пределах ареалов языковых явлений I и II пучков изоглосс южной диалектной зоны

Для говоров Верхне-Днепровской группы характерны все языковые черты южной диалектной зоны с той особенностью, что черты, представленные в двух и более разновидностях, отмечаются в верхне-днепровских говорах в тех вариантах, которые охватывают западный ареал диалектной зоны. Говоры Верхне-Днепровской группы сходны по языковым чертам южной диалектной зоны со всеми остальными говорами южнорусского наречия, исключая значительную часть говоров Курско-Орловской группы (по явлениям II пучка изоглосс) и все говоры Тульской группы (по явлениям как I, так и II пучков изоглосс), тем самым верхне-днепровские говоры объединены общими языковыми чертами с другими южнорусскими говорами и противопоставлены тульским и отчасти курско-орловским говорам:
Из числа черт южной диалектной зоны I пучка изоглосс, выступающих на территории зоны в структурных разновидностях, отмечаются наличие различных типов или разновидностей яканья, связанных с диссимилятивностью (чисто диссимилятивные, а также переходные — умеренно-диссимилятивные, ассимилятивно-диссимилятивные и диссимилятивно-умеренные), и употребление таких типов глагольных парадигм I спряжения, в которых всегда или преимущественно под ударением произносится гласный е. В верхне-днепровских говорах вариантами этих черт являются: в первом случае — распространение диссимилятивно-умеренного типа яканья, во втором — наличие парадигмы глаголов I спряжения, в которой под ударением произносится гласный е во всех формах, кроме формы 1-го лица множественного числа: нес[е́]ш, нес[е́]т, нес’[о́]м, нес[е́]те и т. п. К остальным языковым чертам I пучка изоглосс относят произношение слова молния как моло[н’йа́], моло[дн’а́] и слова высокий с мягким в’ ([ви]со́кой).
Языковые черты II пучка изоглосс включают: произношение слов дыра, дырявый с мягким начальным д’: [ди]ра́, [ди]р’а́вой; распространение окончания -ого у прилагательных и местоимений в форме родительного падежа единственного числа мужского рода: но́во[ɣ]о, мойе[ɣ]о́ и т. п.; наличие местоимения 3-го лица женского рода в винительном падеже единственного числа йейе́; распространение слов буря́к «свекла»; кры́ги, кри́ги «льдины» и другие языковые черты.

### Языковые черты юго-западной диалектной зоны

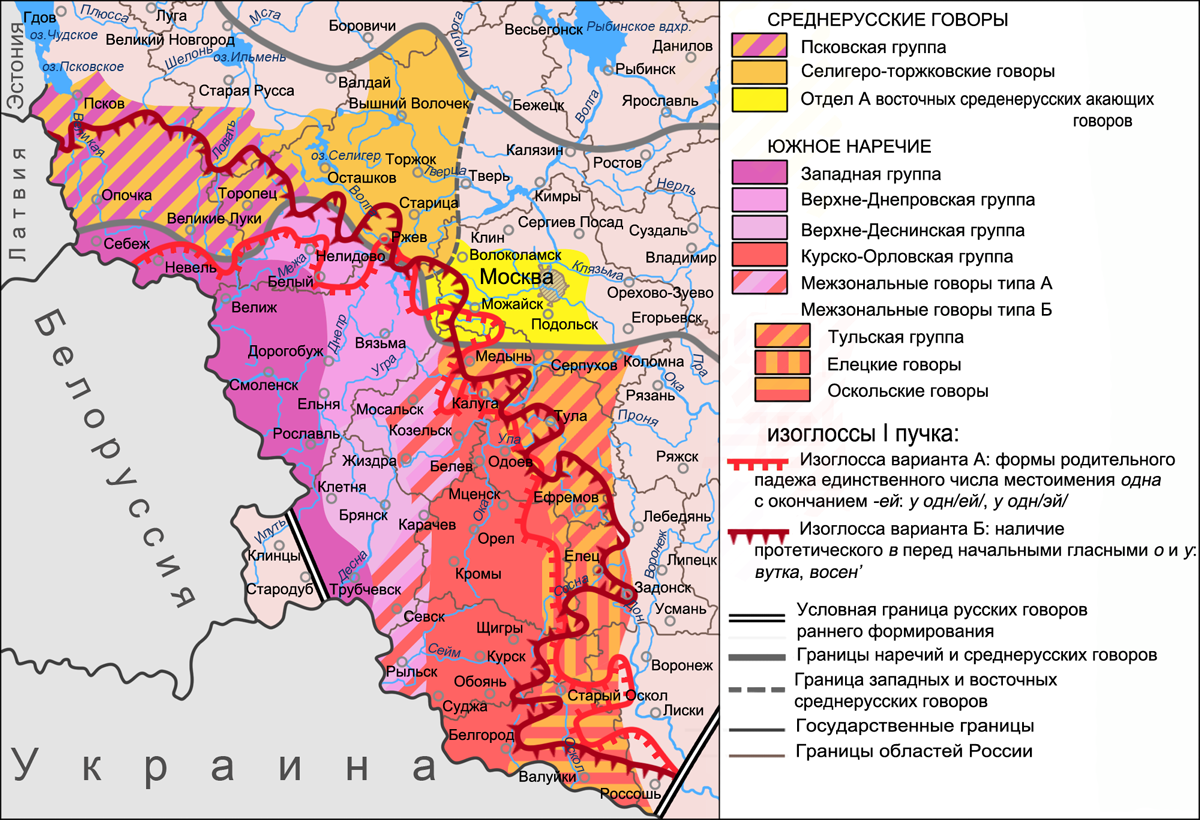
Верхне-Днепровская группа говоров в пределах ареалов языковых явлений I пучка изоглосс юго-западной диалектной зоны

Ареал юго-западной диалектной зоны выделяется двумя пучками изоглосс, по-разному продвигающимися с юго-западной части территории распространения русских говоров раннего формирования в восточном и северном направлениях. Различие в продвижении пучков изоглосс на север и восток отражается в том, что на периферии ареала юго-западной диалектной зоны известны не все её языковые черты. В частности, в говорах Верхне-Днепровской группы говоров, размещённых на восточной окраине территории диалектной зоны, отсутствуют некоторые явления из числа тех, ареалы которых выделены изоглоссами II пучка (более западного в территориальном отношении пучка юго-западной зоны). Отсутствие данных языковых черт выделяет верхне-днепровские говоры среди остальных западных южнорусских говоров, которым известны все черты юго-западной диалектной зоны.
Говоры Верхне-Днепровской группы по наличию черт юго-западной диалектной зоны объединяются помимо говоров Западной и Верхне-Деснинской групп, также с говорами Псковской группы и с межзональными говорами южного наречия типа А. По ряду языковых черт I пучка изоглосс, варианты которого наиболее продвинуты на восток, верхне-днепровские говоры сходны с курско-орловскими говорами и отчасти с межзональными говорами типа Б, по ряду языковых черт II пучка изоглосс, варианты которого наиболее продвинуты на север, — с гдовскими, новгородскими и селигеро-торжковскими говорами.
Юго-западная группа говоров является частью юго-западного ареала территории распространения русских говоров раннего формирования, объединяющего ряд южнорусских и среднерусских говоров большим числом общих черт — данные черты образуют юго-западную диалектную зону, выделяемую двумя пучками изоглосс.
К языковым чертам варианта А I пучка изоглосс относят: диссимилятивное аканье; распространение форм местоимения одна с окончанием -ей в косвенных падежах единственного числа: у од[нэ́]й, у од[не́]й, в од[нэ́]й, к од[не́]й и другие языковые черты.
К языковым чертам варианта Б I пучка изоглосс относят: наличие гласного в позиции первого предударного слога перед начальным сочетанием сонорного с последующим согласным; употребление протетического согласного в перед начальными гласными о и у; наличие губных спирантов: ў, w в конце слова и слога (дро[w], ла́[w]ка), произношение гласного у в соответствии в в начале слова ([у]ну́к «внук», [у] до́мê), последовательная замена ф на х, хв (тор[х] «торф», [хв]акт «факт») и другие языковые черты.
К языковым чертам II пучка изоглосс относят: лабиализацию гласных а и о в первом предударном слоге; наличие ударения на основе в формах родительного падежа единственного числа прилагательных и указательного местоимения женского рода на -е́й и другие языковые черты.

### Языковые черты юго-восточной диалектной зоны

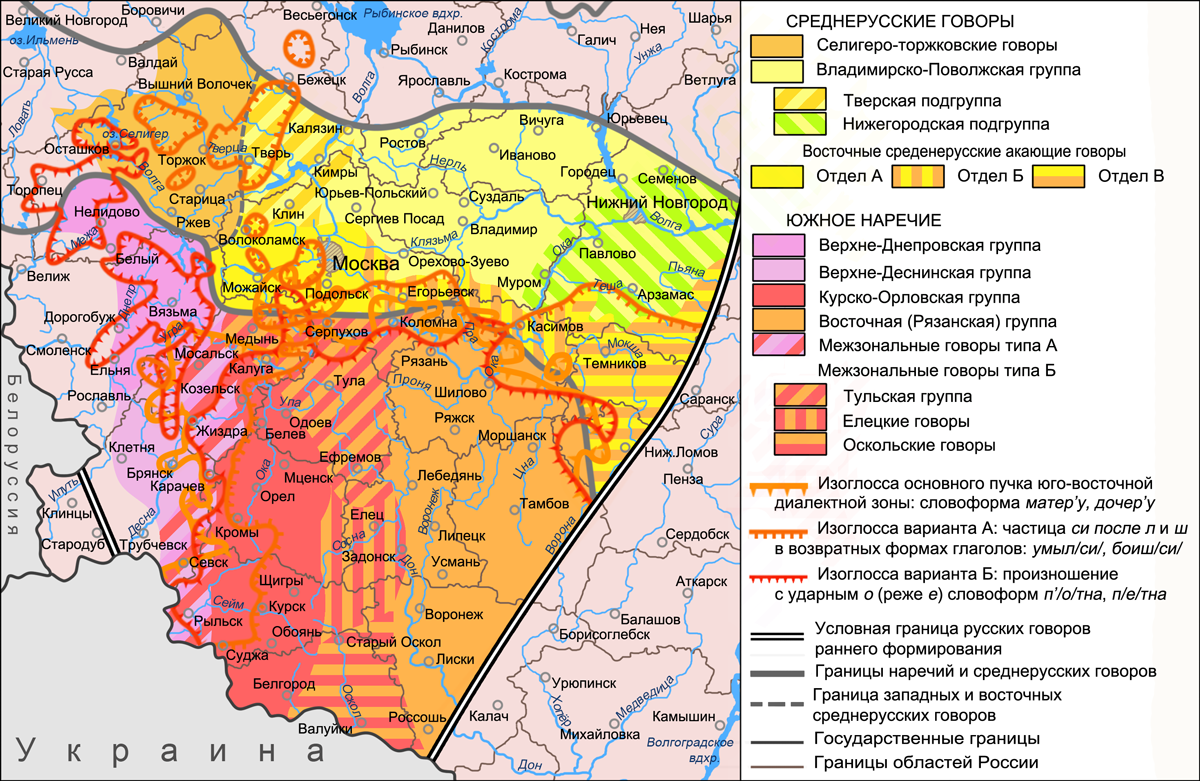
Верхне-Днепровская группа говоров в пределах ареалов языковых явлений пучка изоглосс варианта Б юго-восточной диалектной зоны

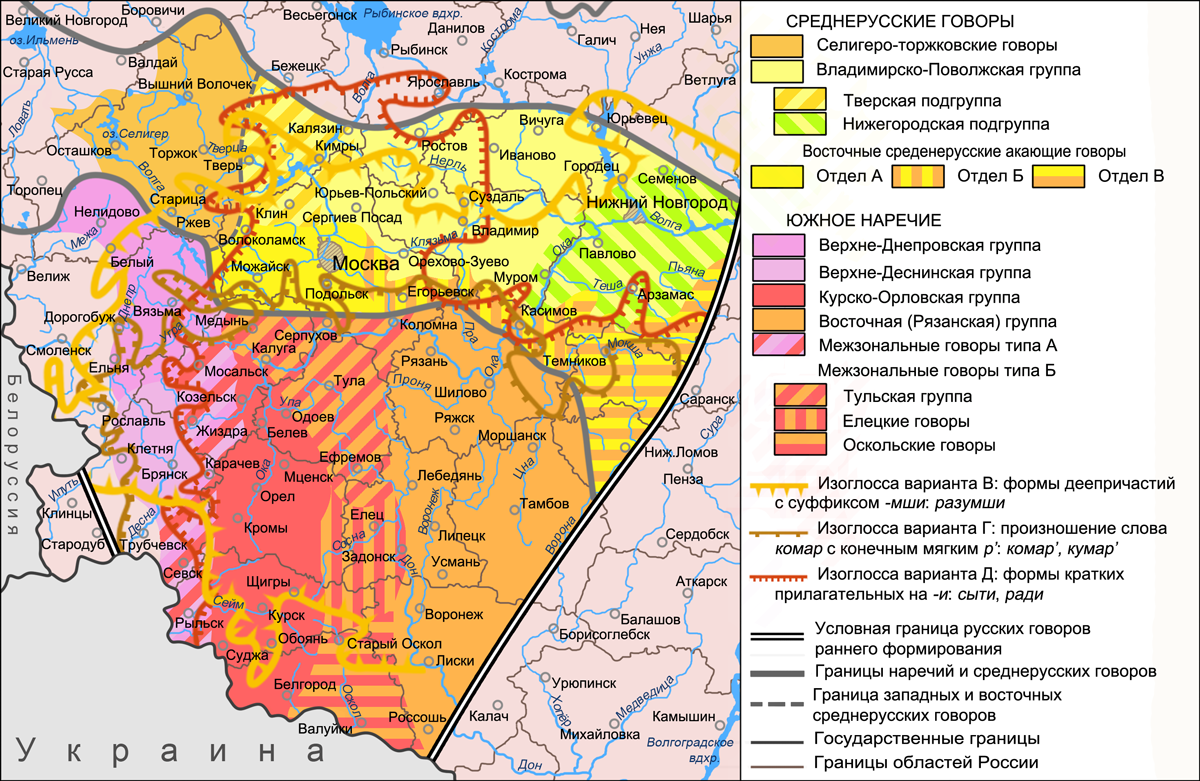
Верхне-Днепровская группа говоров в пределах ареалов языковых явлений пучка изоглосс варианта В юго-восточной диалектной зоны

Ареал юго-восточной диалектной зоны выделяется в нескольких разновидностях — в его языковую характеристику включают черты, входящие в основной пучок изоглосс, а также входящие в пучки изоглосс, рассматриваемые как варианты основного — пучки изоглосс вариантов А, Б, В, Г и Д. Территория распространения говоров Верхне-Днепровской группы находится вне пределов ареала основного пучка юго-восточной диалектной зоны, большинство черт этой зоны в верхне-днепровских говорах неизвестны, тем не менее пучки изоглосс вариантов Б и В значительно удаляются от основного пучка в северо-западном направлении, охватывая значительную часть верхне-днепровского ареала. Тем самым по некоторым языковым чертам говоры Верхне-Днепровской группы объединяются с говорами центральной и восточной частей территории распространения говоров южнорусского наречия (с говорами Рязанской, Курско-Орловской и Тульской групп, а также с елецкими и оскольскими говорами), а в ряде случаев и с восточными среднерусскими говорами (языковые черты пучка изоглосс варианта В). В то же время распространение языковых черт юго-восточной диалектной зоны выделяет Верхне-Днепровскую группу среди остальных групп западных южнорусских говоров, которым черты юго-восточной диалектной зоны неизвестны.
Для верхне-днепровских говоров характерны две языковые черты пучка изоглосс варианта Б: произношение гласного [о́] под ударением в форме именительного падежа множественного числа слова слове пя́тна: п’[о́]тна (распространённое по территории Верхне-Днепровской группы в виде островных ареалов) и наличие форм существительных женского рода, оканчивающихся на мягкий согласный, в именительном падеже множественного числа с окончанием -а́ под ударением: лошад’а́, деревн’а́, зелен’а́, матер’а́, дочер’а́, плош’ш’ад’а́ «площади» и т. п.
Из языковых черт пучка изоглосс варианта В, которые продвигаются на запад относительно основного пучка изоглосс настолько, что захватывают также ареал говоров Верхне-Деснинской группы и даже небольшую часть ареала Западной группы говоров, отмечаются: употребление деепричастий прошедшего времени, образованных суффиксом -мши и распространение слова стрига́н «жеребёнок на втором году».

### Языковые черты периферийной территории
Некоторые из языковых черт в верхне-днепровских говоров относятся к так называемой периферийной территории распространения говоров русского языка раннего формирования, ареалы языковых явлений которой (как правило, диалектные) противопоставлены явлениям центральной диалектной зоны (в основном совпадающим с явлениями литературного языка). К данным чертам (из числа местных верхне-днепровских черт) относятся: